# Anax speratus
Anax speratus – gatunek ważki z rodziny żagnicowatych (Aeshnidae). Występuje w Afryce Subsaharyjskiej – od Sudanu i Etiopii (a prawdopodobnie także Erytrei) na południowy zachód po Angolę i na południe po RPA; ponadto występuje w południowo-zachodniej części Półwyspu Arabskiego.
W RPA imago lata od września do końca kwietnia. Długość ciała 76–78 mm. Długość tylnego skrzydła 53–54 mm.